# Айван, единственный и неповторимый
«Айван, единственный и неповторимый» (англ. The One and Only Ivan) — роман для детей американской писательницы Кэтрин Эпплгейт о горилле по имени Айван, проживающем в торговом центре. Лауреат медали Джона Ньюбери (2013), вручаемой за выдающийся вклад в американскую литературу для детей, и ряда других престижных литературных премий.
В 2020 году вышла книга «Боб, единственный и неповторимый» о псе по кличке Боб, лучшем друге Айвана.

## Сюжет
Повествование ведётся от имени гориллы Айвана, который живёт в торговом центре под названием «Съезд 8, „Шатер“: цирк, магазины и игровые автоматы». Он вполне доволен своей жизнью: ест бананы, смотрит телевизор, создает картины, которые владелец затем продаёт. Вместе с Айваном в торговом центре живут его лучшие друзья — слониха Стелла и бездомный пес Боб. 

## Перевод на русский язык
В 2016 году в издательстве «Карьера Пресс» в свет вышла книга «Айван, единственный и неповторимый» на русском языке в переводе Дмитрия Орлова.

## Экранизация
9 апреля 2014 года было объявлено, что компания «Disney» может экранизировать книгу, а в качестве продюсера выступит Эллисон Шермур; в январе 2017 года сопродюсером стала Анджелина Джоли. 6 мая 2016 года сообщалось, что режиссёром мультфильма выступит Майк Ньюэлл, однако 1 марта 2018 года его сменила Теа Шаррок. 19 января 2018 года Шермур скончалась, но решено было сохранить её имя в титрах. В феврале 2018 года в качестве продюсера к проекту присоединился Бригэм Тейлор. Мультфильм поступил в производство в мае 2018 года.
Главных героев озвучили Сэм Рокуэлл (Айван), Анджелина Джоли (Стелла), Дэнни Де Вито (Боб), Брайан Крэнстон (Мак), Рамон Родригес (помощник Мака), Ариана Гринблатт (Джулия), Бруклин Принс (Руби), Хелен Миррен (Сникерс).
Первоначально планировался прокат мультфильма в кинотеатрах, однако из-за их закрытия в связи пандемией COVID-19, его релиз состоялся на платформе потокового вещания «Disney+» 21 августа 2020 года.
В 2021 году мультфильм был номинирован на «Оскар» и Премию Британской Академии в номинации «Лучшие визуальные эффекты».